# Курган, Илья Львович
Илья Львович Курган (бел. Ілля Львовіч Курган, фамилия при рождении Эйдельман; 26 мая 1926 — 21 августа 2019) — диктор Белорусского радио с 1949 по 1990 год, театральный педагог, актёр-чтец, заслуженный артист Белорусской ССР (1968), литературный консультант в Купаловском театре и Республиканском театре белорусской драматургии, профессор кафедры сценической речи в Белорусской академии искусств и Минском университете культуры и искусств, почётный член Белорусского Театрального Общества.

## Биография
Родился в 1926 году в Борисове. В 1934 году семья переехала в Минск. Учился в минской школе № 5.
В войну работал в Самарканде в литографии, учился в институте инженеров морского флота, затем поступил в железнодорожный техникум, одновременно подрабатывал в мастерской при железной дороге. Затем работал в Ташкенте на паровозоремонтном заводе резчиком металла.
В 1945 году поступил в Минский театральный институт на актёрский факультет на курс Евстигнея Афиногеновича Мировича, народного артиста БССР.
Окончил Минский театральный институт в 1949 году. 1 ноября 1949 г. прошёл среди почти 100 кандидатов по конкурсу и был принят диктором Белорусского радио.
4 ноября 1950 года была опубликована статья Ильи Львовича «Пусть растут наши дети» под псевдонимом Илья Курган (девичья фамилия его матери), и он стал выступать под новой фамилией на радио. С 1969 года псевдоним Курган официально стал его настоящей фамилией.

## Награды
- Заслуженный артист Белорусской ССР (декабрь 1968) — за высокие достижения в своей деятельности.
- Почётная грамота Совета Министров Республики Беларусь (15 ноября 2005) — за значительный личный вклад в развитие искусства Беларуси, многолетнюю плодотворную работу по подготовке творческих кадров и в связи с 60-летием со дня основания учреждения образования «Белорусская государственная академия искусств»[4].
- Почётная грамота Президиума Верховного Совета Республики Беларусь (21 мая 1996) — за многолетнюю плодотворную педагогическую работу, значительный личный вклад в развитие национального искусства[5].